# Marcus Fabius Buteo
Pour les articles homonymes, voir Fabius Buteo et Buteo (homonymie).
Marcus Fabius Buteo, frère de Numerius Fabius Buteo (consul en 247 av. J.-C.), est un homme politique romain du IIIe siècle av. J.-C.

## Biographie
Il est élu consul en 245 av. J.-C.. Selon Florus, il remporte une victoire navale contre une flotte carthaginoise, mais perd ensuite ses vaisseaux dans une tempête, ce qui est en contradiction avec Polybe, qui indique que la flotte romaine avait été anéantie en 249.
En 241 av. J.-C., il est censeur. On le sait par déduction, puisque Tite-Live dit qu'il a été censeur, et qu'il manque un nom à cette date sur les Fastes capitolins.
En 216 av. J.-C., après la bataille de Cannes qui a causé la mort de nombreux sénateurs, il est nécessaire de reconstituer les rangs du sénat romain. Fabius Buteo, étant l'ainé des anciens censeurs, est nommé dictateur par le consul Caius Terentius Varro, rescapé de Cannes, et par l'ex-censeur Marcus Junius Pera. Il met à jour la liste des sénateurs, et inscrit les nouveaux membres en choissant les citoyens qui ont déjà exercé une magistrature curule, à savoir les anciens préteurs, les anciens édiles et les anciens questeurs. Il complète avec les citoyens ayant été récompensés d'une couronne civique. Après avoir réalisé cette mission, Fabius Buteo abdique aussitôt de sa dictature et regagne le forum comme un citoyen ordinaire.